# Észszerűség
Az észszerűség hétköznapi eredetű fogalom, amelynek jelentősége van számos területen (filozófia, logika, jog, közgazdaságtan, politika, szociológia, kereskedelem). Észszerűnek az olyan emberi (esetleg állati) viselkedés számít, amely tudatos (nem ösztönös), számba veszi a lehetséges előnyöket és hátrányokat, tisztában van a következményekkel, kerüli a túlzásokat, és törekszik az önmagával és a cselekvést végző személy(ek) többi tevékenységeivel való konzisztenciájára, és helyes érvek hatására hajlandó az önkorrekcióra is.
Rokon értelmű fogalmai a racionalitás, az észszerű viselkedés ellentétének az ösztön- és érzelemalapú viselkedést szokás megnevezni.
Nem tévesztendő össze a racionalizmus nevű filozófiai irányzattal, amely az empirizmus riválisaként jött létre, és a tudás egyedüli vagy fő forrásának a tapasztalat helyett az elvont gondolkodást tételezi. A racionalizmus észszerű voltáról megoszlik a filozófusok véleménye, a radikális empiristák (továbbá a többnyire idealizmusellenes irányzatok: marxizmus, pragmatizmus stb. képviselői) pl. észszerűtlennek és helytelennek tartják.
A fogalom csírái az ókori görög filozófusoknál megtalálhatóak, pl. Parmenidész, Platón.